# Geschichte von Guinea-Bissau
Die Geschichte von Guinea-Bissau umfasst die Entwicklungen auf dem Gebiet der Republik Guinea-Bissau von der Urgeschichte bis zur Gegenwart.

## Vor der Kolonialzeit
Die arabisch-islamische Kultur beeinflusste im 7. Jahrhundert die ethnische Gruppe der Berber im Norden Afrikas. Das im 8. Jahrhundert gegründete Reich von Ghana lag im südlichen Grenzgebiet zwischen dem heutigen Mauretanien und Mali. Aufgrund von Überfällen arabisch geprägter, nordafrikanischer Berberstämme auf das Reich von Ghana suchte die afrikanische Bevölkerung Zuflucht im heutigen Gebiet von Guinea-Bissau. Im Jahr 1240 ging Ghana im Königreich Mali auf, zu dem bis zur Entdeckung des Landes durch die Portugiesen auch das Gebiet der heutigen Republik Guinea-Bissau gehörte.

## Portugiesisch-Guinea

Wappen von Portugiesisch-Guinea ab 1935

Auf ihrer Suche nach Bodenschätzen, der Jagd nach Sklaven und auf der Suche nach einer Möglichkeit, die Zollsysteme nördlich der Sahara im Handel mit dem afrikanischen Hinterland zu umgehen, sandten die Portugiesen zur Zeit der Regentschaft König Alfons V. aus dem Hause Avis und im Auftrag Heinrichs des Seefahrers schon vor der Entdeckung Amerikas Schiffe in die Küstenregion Westafrikas.
1446 erreichte Nuno Tristão die Küste des späteren „Portugiesisch-Guinea“. Um den Markt in Lagos an der Algarve mit Sklaven aus Westafrika zu versorgen, baute Portugal schrittweise Stützpunkte in der Region auf. 1614 wurde die Kolonie Cacheu gegründet, die von den Kapverden aus verwaltet wurde. 1753 und 1765 kam es zur Gründung der Kolonie bzw. des Ortes Bissau als Zentrum für den Sklavenhandel. Das Gebiet verlor an Bedeutung, als Portugal 1836 den Sklavenhandel und 1858 die Sklaverei an sich verbot. 1879 wurde das Land offiziell zur Kolonie Portugiesisch-Guinea und von den Kapverden getrennt. Teile des von Portugal beanspruchten Territoriums wurden Frankreichs Kolonialreich einverleibt. Die beiden Kolonialmächte Frankreich und Portugal legten nach der Berliner Kongokonferenz den genauen Grenzverlauf zwischen ihrem Besitz in einem Vertrag vom 15. Mai 1886 fest. Die portugiesische Kontrolle über das Hinterland blieb sehr begrenzt, bis 1915 konnte Portugal die bislang unabhängigen Stämme auf dem Festland unterwerfen; im Bissagos-Archipel erst 1936. In den 1940er-Jahren hatte Bissau, seit 1941 Hauptstadt, eine gewisse Bedeutung als Ausweichflughafen für den Panamerican-Clipper.
1951 wurde es wie die übrigen Besitzungen portugiesische Überseeprovinz, also Teil des Mutterlands mit eingeschränkter Selbstverwaltung. Zu dieser Zeit hatte Portugiesisch-Guinea etwa 510.000 Einwohner, um 1960 wurde die Einwohnerzahl auf 600.000 geschätzt, davon etwa 2600 Europäer. Die Assimilado-Regelung erlaubte den Schwarzafrikanern in der Theorie, zu gleichberechtigten Bürgern Portugals zu werden. In Portugiesisch-Guinea hatten um 1960 lediglich 1478 Afrikaner diesen Status erreicht. Portugiesisch-Guinea galt als Armenhaus des portugiesischen Imperiums wie das Mutterland selber im Vergleich zu den anderen westlich orientierten Staaten Europas.
In der Praxis war die Gleichberechtigung im Falle Portugals von geringer Bedeutung, da in der Ära von Salazar Mutterland und Überseegebiete gleichermaßen autoritär regiert wurden und politische Aktivitäten durch die portugiesische Polizeiorganisation Polícia Internacional e de Defesa do Estado (PIDE) weitgehend unterbunden wurden.
1955 erhielt Portugiesisch-Guinea eine eigene Verfassung sowie Finanz- und Verwaltungsautonomie. Doch konnte diese beschränkte Autonomie die Bildung einer Unabhängigkeitsbewegung Partido Africano da Independência da Guiné e Cabo Verde (PAIGC) 1956 nicht verhindern. Unter der Führung von Amílcar Cabral formierte sie sich zum Widerstand gegen die portugiesische Herrschaft. Nachdem Soldaten 1959 auf streikende Hafenarbeiter im Hafen von Pidjiguti geschossen hatten und es etwa 50 Tote gegeben hatte, erhielt die PAIGC starken Zulauf.
Durch die Unabhängigkeit der Nachbarstaaten Guinea 1958 und Senegal 1960 konnte die PAIGC auf Unterstützung der dortigen Regierungen, vor allem durch Ahmed Sékou Touré, bauen. Das Hauptquartier der PAIGC befand sich in Conakry. Daneben gab es eine enge Zusammenarbeit mit den Unabhängigkeitsbewegungen in den anderen portugiesischen Territorien, hier vor allem mit denen Angolas und Mosambiks. Dazu erhielt die PAIGC materielle Unterstützung aus den Staaten des Ostblocks, viele ihrer führenden Persönlichkeiten wurden dort ausgebildet.
Bis 1961 waren Einheimische von der Wahl ausgeschlossen. 1961 hob Portugal das so genannte Eingeborenenstatut von 1954 auf. Die Bevölkerung wurde dadurch zu portugiesischen Staatsbürgern und konnte bei Lokalwahlen abstimmen.

## Unabhängigkeitskrieg

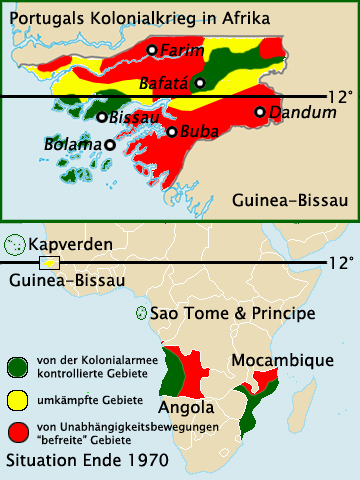
Situation in den portugiesischen Kolonien in Afrika Ende 1970

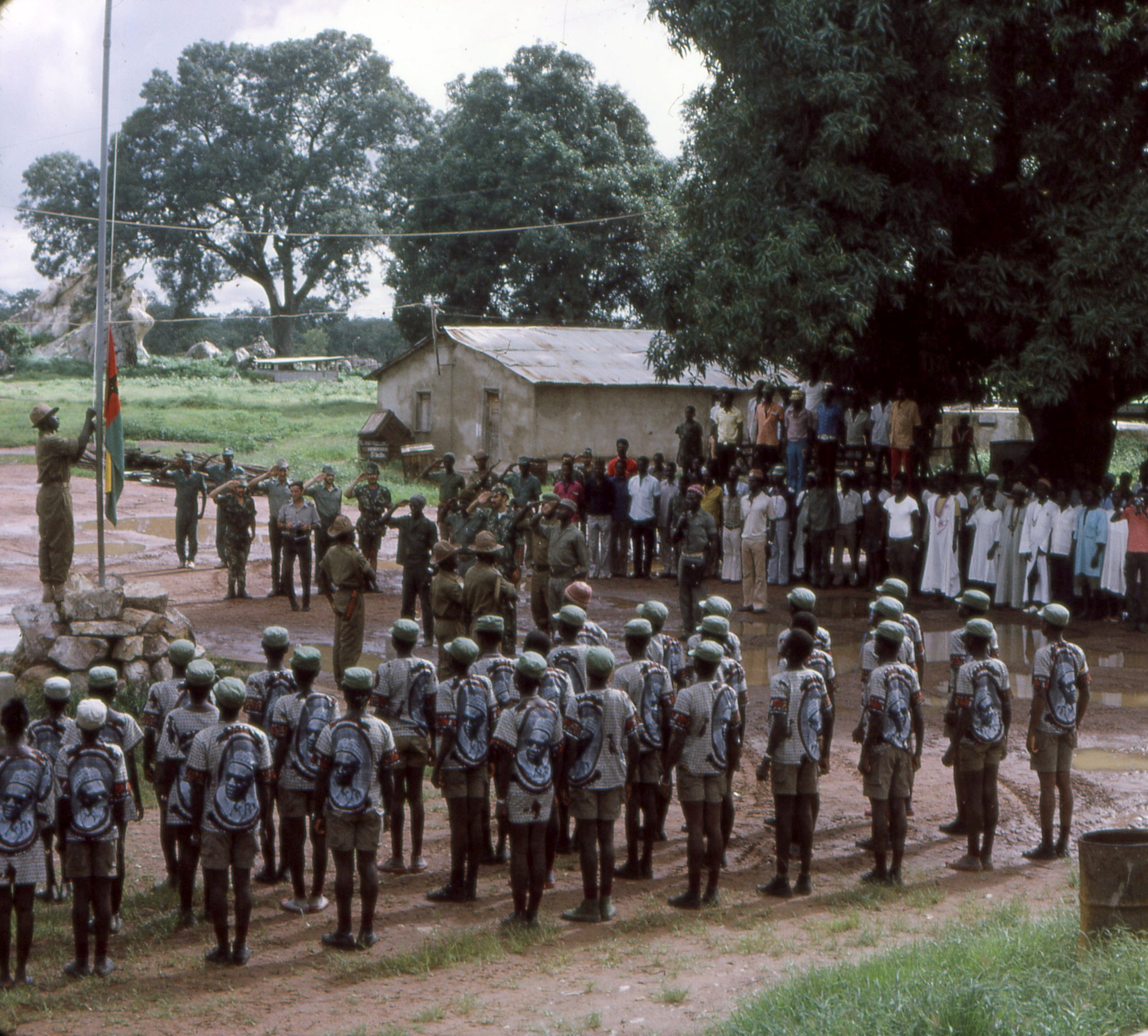
Soldaten der PAIGC hissen 1974 die Flagge des unabhängigen Guinea-Bissau

Seit 1963 fand ein Guerilla-Krieg statt, der aber wegen der Isolation des Landes international weniger Beachtung fand als zum Beispiel derjenige in Angola. Die PAIGC agierte dabei als gemeinsame Unabhängigkeitsbewegung für Portugiesisch-Guinea und die Kapverden. Die Stärke der portugiesischen Truppen soll Ende der 1960er-Jahre etwa 35.000 betragen haben. Die PAIGC konnte im Laufe der Zeit den größten Teil des Landes unter ihrer Kontrolle bringen und etablierte eine eigene Verwaltung. Es gab ein Frauenwahlrecht in den Gebieten, die von der Befreiungsbewegung PAIGC kontrolliert wurden. An den Befreiungskämpfen nahmen Frauen aktiv teil.
Portugiesischer Gouverneur und Oberbefehlshaber war von 1968 bis 1972 António de Spínola. Dessen Buch Portugal e o Futuro („Portugal und die Zukunft“), in dem er sich unter anderem mit den Kolonialkriegen beschäftigte, setzte die Bewegung in Gang, die am 25. April 1974 in die Nelkenrevolution mündete. Als Oberbefehlshaber konnte er einige Erfolge verbuchen, indem er wie die USA im gleichzeitig stattfindenden Vietnamkrieg auf den Einsatz von Napalm und Agent Orange setzte. Daneben gab es erfolgreiche Angriffe gegen rückwärtige Basen der PAIGC in Guinea. Amílcar Cabral wurde am 20. Januar 1973 in Conakry bei einem Konflikt in den eigenen Reihen erschossen. Eine lange verbreitete Version lautete, dass Agenten Portugals Cabral umbringen ließen, doch ist heute bekannt, dass er einem internen Aufstand guinea-bissauischer Kräfte gegen den Einfluss der Kapverdier in Guinea-Bissau zum Opfer fiel und durch den Offizier Inocêncio Cani erschossen wurde.
Am 24. September 1973 erklärte Guinea-Bissau einseitig seine Unabhängigkeit von Portugal; im Jahr zuvor war in Conakry eine Exilregierung gebildet worden. Provisorische Hauptstadt wurde Madina do Boé. Dieser Schritt wurde von der UN-Generalversammlung mit 93 zu 7 Stimmen unterstützt.
Nach der Nelkenrevolution einigten sich beide Seiten schnell auf ein Ende des Krieges und Portugal erkannte die Unabhängigkeit Guinea-Bissaus am 10. September 1974 an. Während des elfjährigen Krieges fielen 1875 portugiesische Soldaten und etwa 6000 von insgesamt 10.000 Kämpfern der PAIGC.

## Nach der Unabhängigkeit

### Einparteienstaat

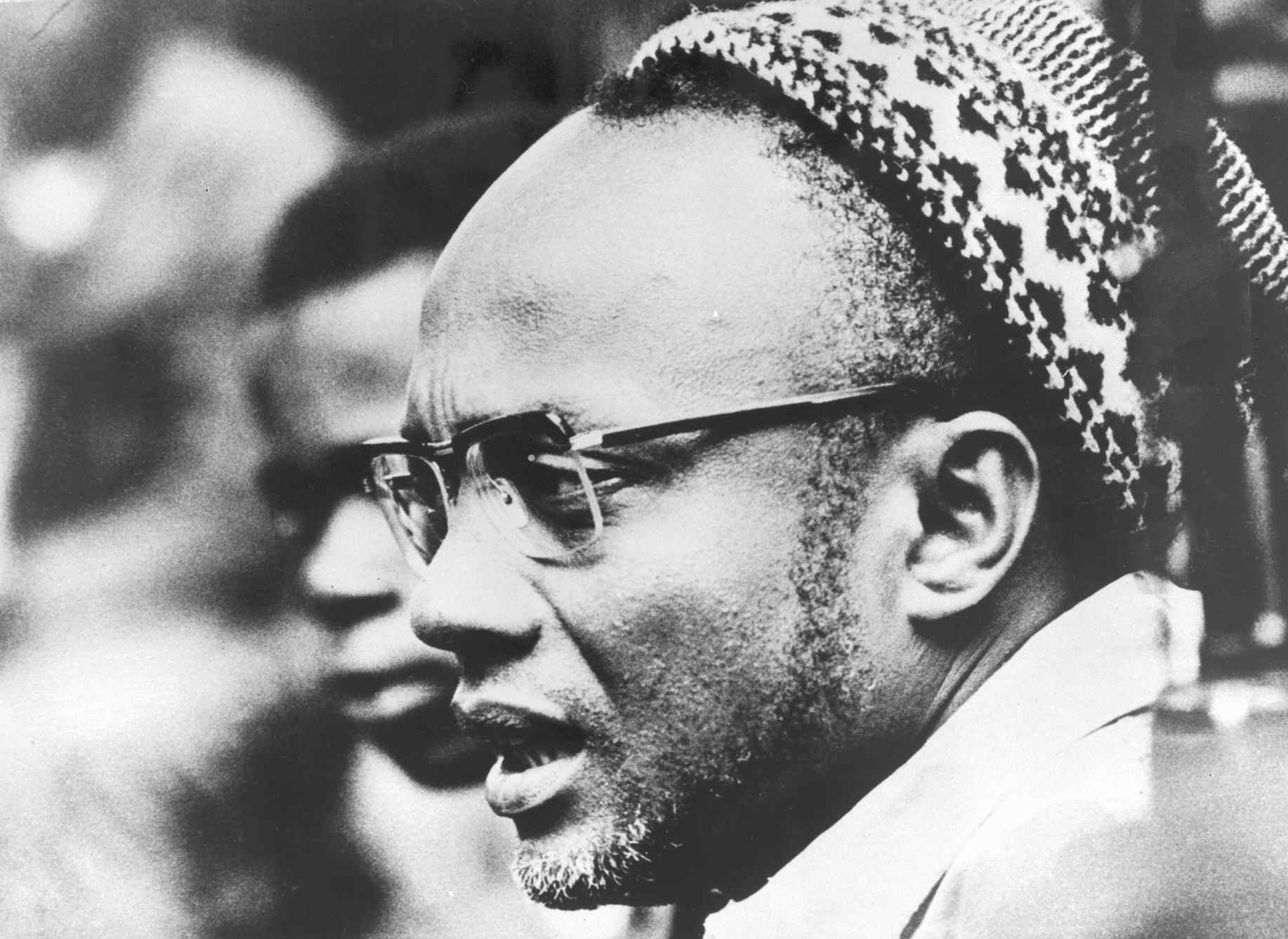
Cabral mit einer traditionellen Mütze, der Sumbia, während des Cassacá Kongresses von 1964, bei einer Versammlung der PAIGC

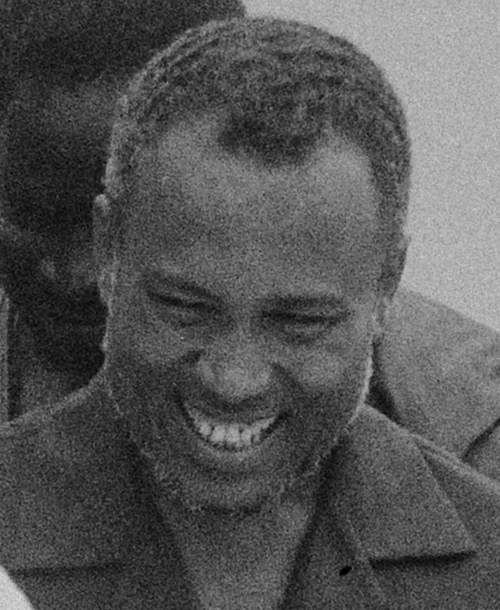
Luís Cabral (1973)

Amilcar Cabrals Halbbruder Luís Cabral wurde erster Präsident des nun unabhängigen Landes, nachdem er bereits die Führung der PAIGC übernommen hatte. Guinea-Bissau lehnte sich in der Folgezeit eng an die Sowjetunion an und pflegte gute Beziehungen zur Volksrepublik China und zu Portugal. 1977 wurde das allgemeine aktive und passive Frauenwahlrecht eingeführt.
Am 28. September 1978 wurde João Bernardo Vieira neuer Regierungschef. Er folgte Constantino Teixeira ins Amt des Premierministers. Die PAIGC war Einheitspartei des Landes. Cabral wurde durch einen Militärputsch gestürzt und am 14. November 1980 wurde der Initiator des Putsches, der PAIGC-Veteran und bisherige Premierminister Vieira, Präsident. Hintergrund des Umsturzes waren Spannungen wegen einer kurz zuvor verabschiedeten Verfassung, die die Macht des Premierministers eingeschränkt hätte. Alle Mitglieder des neugebildeten Revolutionsrates stammten aus Guinea-Bissau, die bislang stark vertretenen Kapverdier wurden entmachtet. Dem gestürzten Cabral und anderen Kapverdiern wurde zunächst der Tod von 500 politischen Gefangenen in seiner Amtszeit angelastet und sie wurden wegen Massenmordes angeklagt. Der Putsch führte dazu, dass die bislang angestrebte Vereinigung beider Staaten nicht zustande kam. Die Beziehungen wurden zunächst abgebrochen, auf Kap Verde wurde am 19. Januar 1981 auf Veranlassung des Präsidenten Aristides Pereira die Partido Africano da Independhência de Cabo Verde (PAICV) als Ersatz für die bisher gemeinsame Einheitspartei PAIGC gegründet. Im Juni 1982 nahmen beide Länder wieder diplomatische Beziehungen auf.
Nach dreizehnmonatiger Haft wurde der gestürzte Cabral nach Kuba ins Exil geschickt. 1984 wurde eine neue Verfassung verabschiedet. Guinea-Bissau wurde Präsidialrepublik und Vieira als Vorsitzender des neugebildeten Staatsrates als Präsident und Regierungschef in einer Person bestätigt. Bei den Parlamentswahlen im April 1984 hatte die Einheitspartei PAIGC 96 % der Stimmen erhalten.

### Übergang zur Demokratie
Mit der Auflösung des Ostblocks seit Ende der 1980er-Jahre löste sich Guinea-Bissau schrittweise von seiner bislang sozialistischen Wirtschaftspolitik und Einparteienherrschaft. Seit 1991 waren durch eine Änderung der Verfassung in Guinea-Bissau andere politische Parteien, außer der PAIGC, erlaubt. Im gleichen Jahr wurde Carlos Correia zum Regierungschef ernannt. Die Todesstrafe wurde 1993 abgeschafft, nachdem 1986 letztmals ein offizielles Todesurteil vollstreckt worden war. Infolge eines Putschversuches im Jahr 1993 wurden führende Oppositionspolitiker inhaftiert, die geplanten Parlamentswahlen verschoben. 1994 fanden Wahlen mit mehreren Kandidaten statt, die Vieira gewann. Im ersten Wahlgang am 3. Juli 1994 hatte Vieira gegen sieben Gegenkandidaten 46,2 % der Stimmen erhalten. Bei den gleichzeitigen Parlamentswahlen, an denen acht Parteien teilnahmen, konnte sich die PAIGC mit 62 der 100 Sitze als stärkste Kraft behaupten. In der Stichwahl am 7. August 1994 setzte sich Vieira sich mit 52,02 % gegen den 1989 aus der PAIGC ausgeschlossenen Kumba Ialá von der 1992 von Ialá gegründeten Partido para a Renovação Social (PRS) durch. Seit dem 2. Mai 1997 gehört Guinea-Bissau zur Westafrikanischen Wirtschafts- und Währungsunion und ersetzte so die bisherige Währung Guinea Peso durch den CFA-Franc. Im gleichen Jahr wurde Manuel Saturnino da Costa von seinem Amt als Premierminister entbunden, Nachfolger wurde erneut Carlos Correia.

### Bürgerkrieg
Nach der Entlassung des Generalstabschefs Ansumané Mané wegen angeblicher Waffenlieferungen an Separatisten in der senegalesischen Region Casamance rebellierte die Armee unter Führung Manés am 7. Juni 1998 gegen Vieira. Der Präsident verfügte lediglich über die 400 Soldaten der Präsidentengarde, erhielt aber Unterstützung durch Truppen der Nachbarstaaten Senegal und Guinea. Etwa 3000 Ausländer wurden evakuiert und 150.000 Einwohner der Hauptstadt Bissau flohen ins Umland. Weder die Rebellen noch die ausländischen Truppen konnten einen eindeutigen Sieg erringen. Am 26. August kam es zur Einigung über ein Friedensabkommen, das von ECOMOG Friedenstruppen überwacht werden sollte. Am 3. Dezember 1998 wurde eine von Vieira unabhängige Übergangsregierung mit Francisco Fadul, einem Mitarbeiter Manés, als Premierminister gebildet.
Eine Reihe von Verhandlungen und Waffenstillstandsabkommen konnten den Konflikt nicht lösen, bis Vieira im Mai 1999 doch gestürzt wurde. Er floh nach Portugal und erhielt Asyl. Vom 7. Mai 1999 agierte zunächst Mané für sieben Tage als provisorisches Staatsoberhaupt, bis Parlamentspräsident Malam Bacai Sanhá, ebenfalls von der PAIGC, als Übergangspräsident eingesetzt wurde. Bei der Präsidentschaftswahl vom 28. November 1999 erreichte Sanhá den ersten Platz, in der Stichwahl vom 16. Januar 2000 siegte dann Kumba Ialá mit rund 72 % der Stimmen. Premierminister wird Caetano N’Tchama.
Im November 2000 gab es einen weiteren, diesmal kurzen Bürgerkrieg. Ein Streit über Beförderungen und Posten für Ansumane Mané und seine Anhänger eskalierte, als sich Mané am 20. November selbst zum Oberbefehlshaber ernannte. Es kam ab dem 23. November zu schweren Gefechten zwischen den Truppen Präsident Ialás und denen Manés. Am 30. November wurde Mané von Regierungstruppen gestellt und entweder während des Gefechts oder erst nach seiner Gefangennahme erschossen.

### Nach dem Bürgerkrieg
Im November 2002 ließ Kumba Ialá das Parlament auflösen. Er agierte zunehmend autoritär und wurde mit Korruptionsvorwürfen und Regierungskrisen konfrontiert. Außenpolitisch gab es Spannungen mit Gambia, dem er die Unterstützung seiner Gegner vorwarf und das er zu „zerschmettern“ drohte. Es folgte eine Übergangsregierung unter Mário Pires. Am 14. September 2003 wurde Ialá von Veríssimo Correia Seabra, einem langjährigen PAIGC-Mitglied, gestürzt. Ialá und seine Minister wurden verhaftet. Seabra berief eine Übergangsregierung unter dem Zivilisten Henrique Pereira Rosa. In dessen Amtszeit fanden am 28. März 2004 Parlamentswahlen statt, bei denen die PAIGC mit 45 Sitzen stärkste Partei wurde, dabei aber die absolute Mehrheit verpasste. Carlos Gomes Júnior wurde Premierminister. Während eines Militäraufstandes wurde der ehemalige Premierminister Correia getötet.

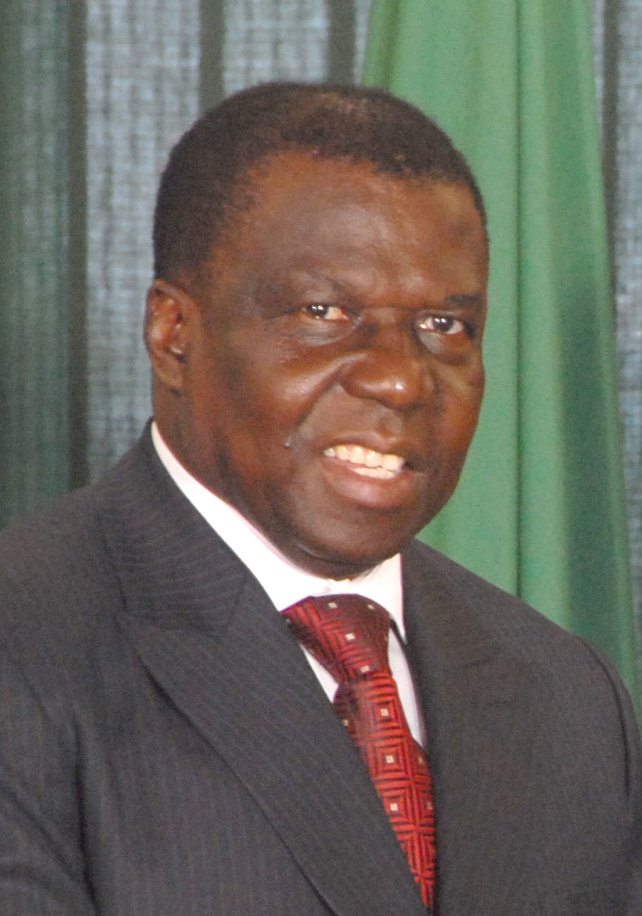
João Bernardo Vieira

Im ersten Wahlgang für die Präsidentschaftswahl am 19. Juni 2005 traten die ehemaligen Staatschefs Ialá, Sanhá und Vieira an. Sanhá ging als Sieger hervor, im zweiten Wahlgang am 24. Juli 2005 wurde Sanhá jedoch von Vieira geschlagen. Nach einigem Streit über die Korrektheit des Ergebnisses fand die Amtsübergabe von Rosa an Vieira am 1. Oktober 2005 statt. Einige Wochen nach seinem Amtsantritt gab Vieira die Entlassung der Regierung von Carlos Gomes Júnior von der PAIGC bekannt und berief am 2. November 2005 den ehemaligen Vizepräsidenten dieser Partei, Aristides Gomes, zum neuen Regierungschef.
Da nach der Wahl Vieiras als Staatspräsident mehrere Abgeordnete aus Protest die PAIGC verlassen hatten, war die Regierungspartei auf Koalitionspartner angewiesen. Im Frühjahr 2007 wurde ein Bündnis mit der PRS und der sozialdemokratischen PUSD gebildet, neuer Premierminister wurde Martinho Ndafa Kabi. Die Koalition zerbrach aber bereits nach 16 Monaten. Bei den Parlamentswahlen am 16. November 2008 gewann die PAIGC eine Zweidrittelmehrheit der Sitze, Regierungschef wurde erneut Carlos Gomes Júnior.
Eine Woche nach den Parlamentswahlen wurde die Residenz von Staatspräsident Vieira von rebellierenden Soldaten überfallen. Der Putschversuch scheiterte, führte aber zu einer Verschärfung des Konflikts zwischen Vieira und der Militärführung. Am 1. März 2009 wurde der Armeechef Guinea-Bissaus, General Batista Tagme Na Wai, bei einem Anschlag auf das Militärhauptquartier getötet. Militärkreise gaben Vieira die Verantwortung für das Attentat. Einen Tag später wurde Staatspräsident João Bernardo Vieira selbst von Anhängern Na Wais ermordet. Ein Militärsprecher erklärte, dass die Ermordung Vieiras kein Putschversuch war; die Regierung von Carlos Gomes Júnior blieb weiter im Amt und kündigte eine Untersuchung der Mordanschläge an. Beobachter vermuteten eine Verwicklung von kolumbianischen Drogenhändlern, die Guinea-Bissau als Umschlagplatz für den Kokainhandel nutzten.
2009 wurde eine Präsidentschaftswahl durchgeführt, aus der der ehemalige Unabhängigkeitskämpfer Malam Bacai Sanhá als Sieger hervorging. Weihnachten 2011 überstand Sanha einen Putschversuch, als er zur medizinischen Behandlung in Paris weilte. Am 9. Januar 2012 verstarb er dort jedoch im Krankenhaus.
Am Abend des 12. April 2012 kam es gegen 20.30 Uhr zu einem Militärputsch in der Hauptstadt Bissau durch Truppenteile unter Führung von Mamadu Turé Kuruma. Sie nahmen Präsident Raimundo Pereira und Premierminister Carlos Gomes Júnior gefangen und übernahmen die Kontrolle über die Stadt. Sie versicherten allerdings, nicht dauerhaft die Macht ergreifen zu wollen. Sie begründeten den Putsch damit, dass die Mission der angolanischen Streitkräfte zur Hilfe der Reform der guinea-bissauischen Streitkräfte (MISANG) vorgehabt hätte, das guinea-bissauische Militär gewaltsam zu entmachten. Der Rückzug dieser Mission wurde allerdings schon drei Tage vor dem Putsch erklärt und schließlich Ende Mai vollzogen. Da der Putsch zwischen der ersten Runde der Präsidentschaftswahl, die der frühere Premierminister Carlos Gomes Júnior und seine Partei PAIGC gewonnen hatte, und der für den 29. April angesetzten Stichwahl zwischen ihm und dem zweitstärksten Kandidaten Kumba Ialá stattfand, nehmen viele jedoch an, dass die tatsächliche Motivation des Putsches die Verhinderung der Wahl von Carlos Gomes Júnior zum Präsidenten war.
Zwischen den Putschisten und einigen Oppositionsparteien, insbesondere der PRS des früheren Präsidenten Kumba Ialá, aber unter Ausschluss der PAIGC, wurde die Übereinkunft getroffen, die Verfassung für eine Übergangszeit von ein bis zwei Jahren in Teilen auszusetzen und keine Neuwahlen (Parlament, Präsident) stattfinden zu lassen. Im Zuge dieser Übereinkunft wurde der vorher amtierende Parlamentspräsident Manuel Serifo Nhamadjo zum Übergangspräsidenten ernannt. Er war bei der vorangegangenen ersten Runde der Präsidentschaftswahl mit 16 % der Stimmen nach Carlos Gomes Júnior und Kumba Ialá der drittstärkste Kandidat. Er ernannte Rui Duarte Barros zum übergangsweisen Premierminister. Die PAIGC von Gomes Júnior erkennt diese Übergangsregierung nicht an, ebenso nicht die EU, die darüber hinaus Reisesanktionen gegen Angehörige des Militärkommandos, das den Putsch angeführt hatte, verhängte.
Carlos Gomes Júnior und Raimundo Perreira wurden freigelassen und konnten an die Elfenbeinküste ausreisen.
Die Präsidentschaftswahl vom 18. Mai 2014 entschied der ehemalige Finanzminister José Mário Vaz (PAIGC) mit 61 % der Stimmen für sich. Er war der erste Präsident des Landes, der eine volle Amtszeit regierte. Bei der Präsidentschaftswahl 2019 siegte der ehemalige General und Premierminister Umaro Sissoco Embaló von der PAIGC-Abspaltung Madem G15. Er vereidigte sich selbst, obwohl eine Klage der PAIGC gegen das Wahlergebnis vor dem Obersten Gericht ausstand.
Am 1. Februar 2022 kam es zu einem Putschversuch. Der Präsident reagiert darauf mit einer Verhaftungswelle von Oppositionspolitikern.
Am 8. Juli 2024 kündigte Embaló Parlamentswahlen für den 24. November 2024 an. Diese wurden mittlerweile auf den 23. November 2025 verschoben und sollen gleichzeitig mit der Präsidentenwahl stattfinden.